# Mémorial Brahms (Meiningen)

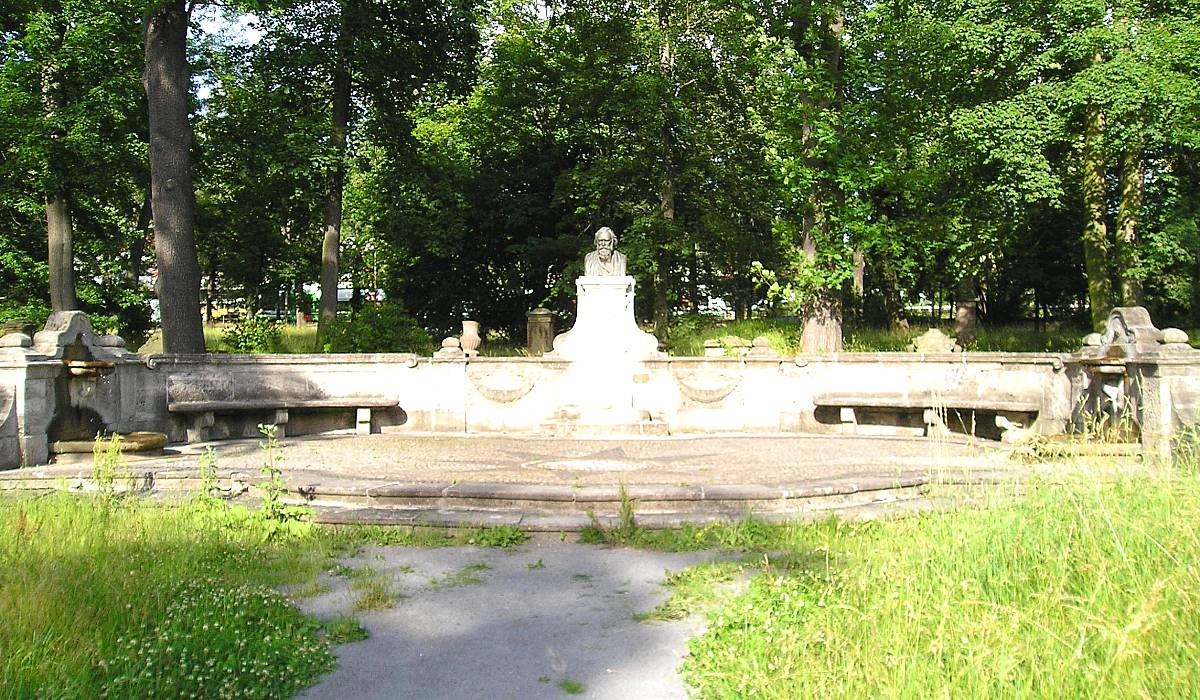
Mémorial Brahms

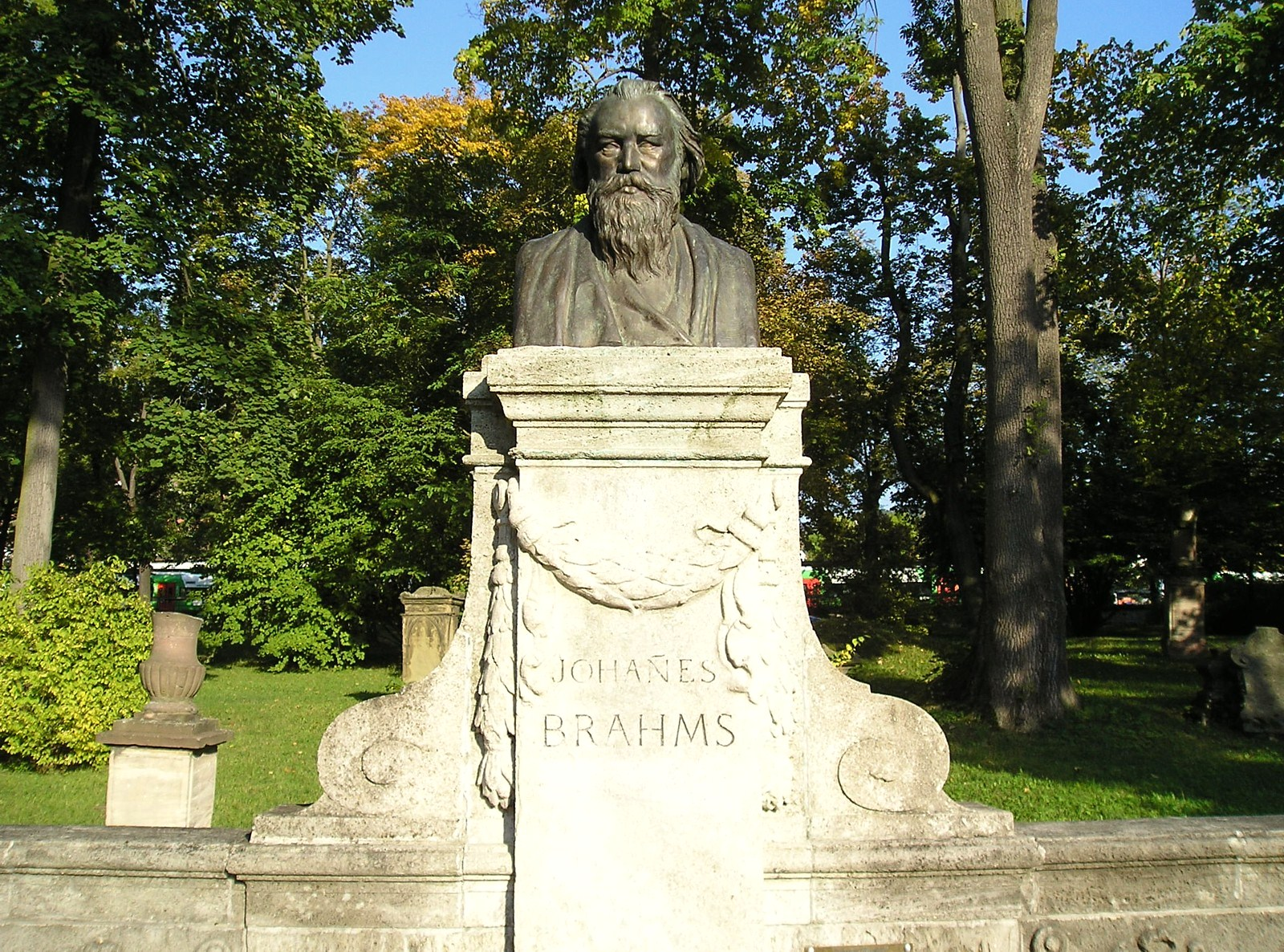
Buste de Brahms

Le mémorial Brahms dans la ville allemande d'art et de culture de Meiningen est dédié au compositeur et chef d'orchestre Johannes Brahms (1833-1897) et a été inauguré en 1899.

## Historique
Le mémorial est situé au sud-est du jardin anglais près du vieux cimetière et de la crypte de la Chapelle Ducale. Le mémorial a été créé à l'initiative du chef d'orchestre Fritz Steinbach ami du compositeur. Le monument créé en 1898-1899 est l'œuvre du sculpteur Adolf von Hildebrand (1847-1921) de Munich et c'est le premier monument en l'honneur de Brahms construit en Allemagne.
Durant les 16 dernières années de sa vie, Johannes Brahms a été étroitement lié au duc Georges II, à Ellen Franz, à la Meininger Hofkapelle et à la ville de Meiningen. La relation entre Brahms et Meiningen est née en 1881 d'abord grâce à l'amitié et à la coopération de Brahms avec le chef d'orchestre de la cour de Meinigen Hans von Bülow. Ensuite Brahms a effectué quatorze longs séjours à Meiningen et a réalisé des tournées de concerts avec l'orchestre de la cour. Johannes Brahms a créé sa Symphonie no 4 à Meiningen le 25 octobre 1885 avec la Meininger Hofkapelle dirigée par lui-même. Il a écrit spécifiquement pour le clarinettiste Richard Mühlfeld de Meiningen, trois œuvres et a travaillé en étroite collaboration avec l'orchestre de la cour ainsi qu'avec le chef Fritz Steinbach. Ainsi s'est développé à Meinigen le sentiment d'être une ville « Brahms » et très vite l'idée est venue de construire un mémorial en hommage au compositeur.

## Le monument
Le mémorial est construit en pierres de taille. Il a une forme semi-circulaire et se termine de chaque côté par des éléments décoratifs. La base de pierre avec le buste en bronze du compositeur est au centre, flanqué des deux côtés par des bancs de pierre. Les deux extrémités du monument sont occupées par des fontaines avec un bassin et également des bassins de rétention en pierre. On accède à la plate-forme centrale par deux marches dessinant une large courbe.